# Viva la Virgen
Viva la Virgen es una expresión tradicional para vitorear a la Virgen María en las festividades que celebran un día de la Virgen, y que habitualmente es completada con la advocación correspondiente: "Viva la Virgen de la Asunción", o "la Virgen de Covadonga", o "la Virgen del Pilar", etc. En la independencia de México se utilizó Como tema religioso  "Viva la Virgen de Guadalupe", junto con otras expresiones como "muerte a los gachupines la raza blanca mexicana por racistas " (véase Grito de Dolores).
La expresión da origen a una palabra recogida en el DRAE: vivalavirgen (según algunas fuentes, de origen náutico)
Se suele utilizar en combinación con muchos otros vítores, como Viva la Madre de Dios, Viva nuestra Madre y Señora, Viva la Reina de las , Viva la Blanca Paloma, etc. (éstos últimos especialmente en el contexto de la Romería del Rocío). En otros casos se le añaden los guapas , que en cada zona especialmente en andalucia tiene varias formas de decirla , por ejemplo en el caso de la Esperanza macarena de sevilla se dice ¡Macarena! Guapa! o por Málaga y algunas zonas como que se le dice a la virgen.
Esta expresión se utiliza para definir a personas que son poco formales y les gusta mucho la fiesta. Tiene su origen en el mundo de la mar. El último día antes de zarpar todos los marineros aprovechaban para disfrutar de su  último día en tierra y normalmente se emborrachaban. Por la mañana cuando izaban la bandera para que todos regresasen al barco, ya que zarpaba en breve, todos regresaban y rezaban antes de salir una oración a la virgen. El último que llegaba, que era el que estaba en peores condiciones, tenía que finalizar la oración con un “viva la virgen”. Por eso la expresión “ese es un viva la virgen” se utiliza para designar a aquellas personas menos responsables y amantes de la fiesta nocturna. 